# أيما إكينمان فيرنيس
أيما إكينمان فيرنيس (بالسويدية: Emma Ekenman Fernis) مواليد 24 يوليو 1996 في ستوكهولم، هي لاعبة كرة يد سويدية تلعب كجناح أيمن. مثلت منتخب السويد لكرة اليد للسيدات.

## سجل المنافسة
شاركت في البطولات التالية:
- بطولة أوروبا لكرة اليد للسيدات 2016

## روابط خارجية
- أيما إكينمان فيرنيس على موقع الاتحاد الأوروبي لكرة اليد (الإنجليزية)
- أيما إكينمان فيرنيس على موقع أوليمبيديا (الإنجليزية)